# Мерани (футбольный клуб, Тбилиси)
«Мерани» — грузинский футбольный клуб из Тбилиси.

## История
Клуб был создан директором автотранспортного объединения Нугзаром Навадзе, позже — депутатом, являвшимся президентом клуба.
В сезонах 1991/92 и 1992/93 команда играла в первой лиге (в сезоне-1991/92 заняла 10-е, в сезоне-92/93 — последнее 16-е место). В июле 1993 года «Мерани» объединилась с тбилисской командой «Бачо» в «Мерани Бачо» Тбилиси (в дальнейшем на её основе был возрождён тбилисский «Локомотив»), а имевшаяся вторая команда клуба «Мерани» («Мерани-91») получила статус главной команды. В сезонах 1993/94 и 1994/95 «Мерани-91» (также как и «Мерани Бачо») играла в первой лиге.
Команда «Мерани-91» победила в турнире первой лиги в сезоне-1995/96. Заняв в дебютном в высшей лиге сезоне-1996/97 4-е место, команда заявилась в Кубок Интертото. В своей группе «Мерани-91» заняла 2-е место вслед за московским «Торпедо», набрав 6 очков в 4 матчах и обойдя австрийский «Рид» и греческий «Ираклис» по дополнительным показателям. В сезоне-1997/98 команда «Мерани-91» в Кубке Грузии начинала борьбу со стадии 1/8 финала[значимость факта?], а во время матча 10-го тура чемпионата против «Динамо» (Батуми) болельщики напали на судью. В результате этого происшествия домашний стадион команды был дисквалифицирован, команда лишена 5 очков, ряд игроков также получили дисквалификации. Успехи команды в тот период связывались с её президентом, депутатом Нугзаром Навадзе.
В начале 2000-х годов команду тренировал известный в прошлом футболист, вратарь сборной СССР Отар Габелия. В сезоне-2000/01 команда была вовлечена в серьёзный скандал: за договорной матч с «Колхети-1913» «Мерани» оштрафовали на 5 тыс. лари, лишили трёх очков и засчитали техническое поражение 0:3. У команды появились финансовые затруднения, возникали задолженности по заработной плате игрокам.
По ходу сезона-2002/03 место «Мерани» в высшей лиге занял клуб «Олимпи» Тбилиси (сначала получил название «Мерани-Олимпи», с сезона-2003/04 — ФК «Тбилиси», с сезона-2006/07 — «Олимпи» Рустави). «Мерани» перешёл на региональный уровень. Вскоре произошло объединение «Мерани» и «Милани» (клуба из Цнори, который вылетел из высшей лиги-2002/03, в сезоне-2003/04 играл в первой лиге), и в сезоне-2004/05 в первой лиге команда играла под названием «Мерани-Милани». В следующем сезоне команда называлась «Мерани», по его итогам вышла в высшую лигу.
Заняв 11-е место в чемпионате-2006/07, команда выбыла из высшей лиги по итогам сезона-2007/08, заняв 12-е место, но в первую лигу на следующий сезон не заявилась.
В 2019 году команда выиграла Эровнули лигу 2, но закрепиться в высшем дивизионе не смогла, и сезон 2021 года провела в Эровнули лиге 2, вторая команда («Мерани-2» Тбилиси) играет в Лиге 3.